# Манастир Бођани
Манастир Бођани је манастир Српске православне цркве. Налази се у селу Бођани у општини Бач. Припада Епархији бачкој, а посвећен је Ваведењу. Представља непокретно културно добро као споменик културе од изузетног значаја.

## Историја
Манастир је основан 1478. године у тадашњој Угарској. Оснивач манастира био је извесни трговац Богдан из Далмације. Настанак манастира везан је за легенду која каже да је трговац Богдан оболевши изненада од очију, стао на месту извора код данашњег храма, умио се и помолио Богородици, заветовавши се да ће подићи храм посвећен Богородици ако му се исцели вид. Када му се здравље повратило он је извршио свој завет, те је преко кнеза Димитрија Јакшића затражио писмено одобрење од краља Матије Корвина који је одобрио градњу храма. Сазидао је манастирске ћелије и купио земљу. По свом ктитору Богдану манастир је добио име Бођани.
Са Турским освајањима 1526. године, страдао је и овај манастир. У манастиру су 25. јануара 1756. године били: игуман Јоасаф Стефановић (из Сенте), јеромонах Јанићије Томашевић (из Крагујевца) и јеромонах Ефрем (из Сегедина. Поменута два калуђера били су пострижени у манастиру Ресави. Манастирски живот је обновљен 1578. године са повратком бођанских калуђера. Тада је подигнута црква од дрвета, која је страдала крајем 17. вијека у доба цара Леополда Првог. Недуго после разарања црква је обновљена 1698. али је она страдала у поплавама 1711. године.

## Садашњост
Данашња црква је подигнута 1722. године, а подигао је током 17. века Михајло Темишварлија из Сегедина, о чему сведочи натпис изнад улазних врата на западном зиду. Та црква је била четврта која је изграђена на том мјесту. Конак и црква су изграђени у барокном стилу, док је живопис насликао Христофор Жефаровић. У конаку се налазио музеј, који је био богато опремљен и у коме су се налазили разни гравири, уљане слике, црквене посуде и другим предметима. У овом манастиру се чувају и неки предмети донети из манастира Манасија.
Манастир је од свог оснивања, па до 1991. био мушки, а од тада га преузимају монахиње. На лепоту овог манастира доста утиче и лепо уређен парк са протом. У склопу манастира се налази и неколико хектара шуме и воћњака. После преузимања од страна монахиња, манастир је опет враћен монасима 2002. године, и у њему тренутно бораве монаси: Захарија(Прокић), Пимен(Павловић) и искушеник Душко(Мирић). Уз манастир Бођани, манастири на подручју Бачке су манастир Ковиљ, манастир Светог Стефана у Сомбору и Манастир Васкрсења Христова код Каћа.

## Галерија
- Наос и иконостас
- Капела Свете Петке